# Uwe Schleth
Uwe Schleth (* 12. November 1934; † 15. Juni 2011 in Waterneverstorf) war ein deutscher Soziologe und Hochschullehrer.

## Leben und Wirken
Uwe Schleth studierte Soziologie und Politikwissenschaft an der Universität Mannheim. Dort promovierte er 1973 bei Rudolf Wildenmann mit einer umfangreichen Arbeit über Parteifinanzen und Möglichkeiten ihrer Reform. Von 1972 bis 1973 hatte er eine Gastdozentur an der University of Texas, Austin inne, von 1973 bis 1974 an der New York State University, Stony Brook. Nach einer Lehrstuhlvertretung an der Universität der Bundeswehr München (1975/76) bzw. der Freien Universität Berlin (1976) lehrte er ab 1976 bis zum Eintritt in den Ruhestand 1998 auf einer C3-Professur an der Universität Heidelberg, vor allem im Bereich der Empirischen Sozialforschung und Politischen Soziologie. Intensiv arbeitete er an einem Neuaufbau des Fachs Soziologie an der Universität Heidelberg.

## Veröffentlichungen
- (mit Rudolf Wildenmann/Werner Kaltefleiter): Auswirkungen von Wahlsystemen auf das Parteien- und Regierungssystem der Bundesrepublik. In: Erwin K. Scheuch/Werner Kaltefleiter (Hrsg.): Zur Soziologie der Wahl (= Kölner Zeitschrift für Soziologie und Sozialpsychologie, Sonderhefte, Bd. 9). Westdeutscher Verlag, Köln/Opladen 1965, S. 74–112.
- Die Finanzen der CDU. In: Ebd., S. 215–293.

- (mit Michael Pinto-Duschinsky): Why public subsidies become the major source of party funds in West Germany, but not in Great Britain. In: Arnold J. Heidenheimer (Hrsg.): Comparative political finance. The financing of party organizations and election campaigns. Heath, Lexington, Mass. 1970, S. 23–49.

- Causal models on West-German voting behaviour. In: Sozialwissenschaftliches Jahrbuch für Politik, Bd. 2 (1971), S. 73–97.

- Once again. Does it pay to study social background in elite analysis? In: Sozialwissenschaftliches Jahrbuch für Politik, Bd. 2 (1971), S. 99–118.
- Analyse der Rechenschaftsberichte der Parteien für 1969. In: Zeitschrift für Parlamentsfragen, Bd. 2 (1971), S. 139–153.

- Parteifinanzen. Eine Studie über Kosten und Finanzierung der Parteientätigkeit, zu deren politischer Problematik und zu den Möglichkeiten einer Reform (= Politik und Wähler, Bd. 11). Hain, Meisenheim am Glan 1973, ISBN 3-445-01043-9 (542 S.)